# Mediasafe-arresten
De arresten Mediasafe I en Mediasafe II zijn twee baanbrekende arresten van de Nederlandse Hoge Raad die van belang zijn voor het leerstuk van tegenstrijdig belang in het Nederlandse ondernemingsrecht. Het wordt gerekend tot de zogenaamde standaard arresten.

## Mediasafe I

### Casus
Holdingmaatschappij Holland Data Groep BV (hierna: HDG) houdt aandelen in een aantal werkmaatschappijen, waaronder 99% van de aandelen in Mediasafe BV. 1% van de aandelen is in handen van de Stichting Nieuwegein. HDG is tevens directeur van Mediasafe, terwijl op voordracht van de Stichting Nieuwegein twee heren tot commissarissen van de vennootschap zijn benoemd.
Op 11 december 1989 komt een overeenkomst tot stand tussen HDG en haar werkmaatschappijen enerzijds en Rabobank anderzijds. Rekeninghouders stellen zich jegens Rabobank voor elkaar hoofdelijk aansprakelijk. Bij de totstandkoming van deze overeenkomst werd Mediasafe vertegenwoordigd door HDG (als bestuurder) en niet door de (raad van) commissarissen. De vraag is of dit in strijd is met art. 2:256 BW dat bepaalt dat een vennootschap in alle gevallen waarin zij een tegenstrijdig belang heeft met een of meer bestuurders, vertegenwoordigd wordt door commissarissen. Deze vraag wordt actueel wanneer Mediasafe op 22 mei 1990 failliet gaat en de curator in het faillissement geld terugvordert dat Rabobank op grond van de overeenkomst op Mediasafe heeft kunnen inhouden. Hierbij is de vraag of de curator van Mediasafe het tegenstrijdig belang aan Rabobank kan tegenwerpen als grond voor externe vertegenwoordigingsonbevoegdheid ten tijde van het tot stand komen van de overeenkomst.

### Hoge Raad en prejudiciële vragen
De Hoge Raad stelt dat er voldoende eenstemmigheid is over de uitleg van art. 2:256 BW. Dit artikel dient echter geïnterpreteerd te worden aan de hand van de artikelen 3 en 9 van de Eerste Richtlijn van de raad van de Europese Gemeenschappen van 9 maart 1968 (nr. 68/151 EEG). Daarom legt de Hoge Raad drie prejudiciële vragen voor aan het Hof van Justitie van de Europese Gemeenschappen in Luxemburg die kort gezegd hierop neerkomen:
1. Kan een vennootschap zich tegenover een derde beroepen op de onbevoegdheid van een bestuurder op grond van tegenstrijdig belang?
2. Is voor een bevestigend antwoord op 1) noodzakelijk dat het tegenstrijdig belang bekend was of bekend had moeten zijn aan de derde?
3. Is voor een bevestigend antwoord op 1) noodzakelijk dat het tegenstrijdig belang zo duidelijk was dat geen redelijk denkende derde zou kunnen menen dat van tegenstrijdig geen sprake is?

## Arrest Europees Hof van Justitie
Bij arrest van 16 december 1997 in de zaak C-104/96 heeft het Hof van Justitie van de Europese Gemeenschappen gesteld dat de vraag of aan art. 2:256 BW externe werking toekomt een zaak is die valt buiten het normatieve kader van de Eerste Richtlijn (68/151/EEG). Derhalve is het een zaak van nationaal recht. Op grond van dit arrest heeft de Hoge Raad vervolgens uitspraak gedaan in Mediasafe II.

## Mediasafe II

### Hoge Raad
De Hoge Raad overweegt:

De (...) opvatting dat de vennootschap de onbevoegdheid van haar bestuurder uitsluitend aan de derde kan tegenwerpen indien de tegenstrijdigheid van belangen voor de derde onmiskenbaar was, kan niet als juist worden aanvaard omdat zij te zeer afbreuk doet aan de door art. 2:256 beoogde bescherming van het belang van de vennootschap. Een evenwichtige afweging tussen dit belang en dat van zekerheid in het handelsverkeer leidt ertoe te aanvaarden dat de vennootschap de uit deze wetsbepaling voortvloeiende onbevoegdheid van haar bestuurder kan tegenwerpen indien de daarin bedoelde tegenstrijdigheid tussen het belang van de vennootschap en dat van de betrokken bestuurder(s) ten tijde van het verrichten van de rechtshandeling aan de derde bekend was, dan wel bekend had moeten zijn.

## Relevantie
De relevantie van Mediasafe II schuilt hierin:
1. Er is in dit arrest sprake van een indirect kwalitatief tegenstrijdig belang. Het is niet een formeel of direct tegenstrijdig belang, omdat het niet gaat om een rechtshandeling tussen twee personen met belangenverstrengeling, maar om een rechtshandeling met een derde. Bovendien is het een kwalitatief tegenstrijdig belang, omdat het gaat om een bestuurder die tevens bestuurder is bij een andere rechtspersoon. Uit Mediasafe II blijkt dat een dergelijk indirect kwalitatief tegenstrijdig belang ook kan gelden als een tegenstrijdig belang in de zin van 2:146 of 2:256 BW.
2. Uit artikel 2:240 lid 3 BW vloeit voort dat een dergelijk tegenstrijdig belang door de vennootschap aan derden kan worden tegengeworpen.
3. Mediasafe II bepaalt dat dit laatste geldt indien het tegenstrijdig belang ten tijde van de rechtshandeling bekend was dan wel bekend had moeten zijn. Het is dus niet nodig dat de tegenstrijdigheid "onmiskenbaar" was.

Zulks betekent dat Rabobank bij de totstandkoming van de overeenkomst had moeten nagaan of er binnen het concern tegenstrijdige belangen waren. Een onderzoeksplicht wordt in Mediasafe II niet geformuleerd. Dit gebeurt wel in het arrest HR ABN Amro/Dijkema.

## Wetgeving voor stichting en vereniging
Per 1 juli 2021 is de Wet Bestuur en Toezicht Rechtspersonen (WBTR) in werking getreden waarmee wetgever onder andere de tegenstrijdig belang regeling die al gold voor ondernemingen, de besloten vennootschap (BV) en de naamloze vennootschap (NV) een wettelijke basis gaf voor de stichting en de vereniging.